# Steel kytara

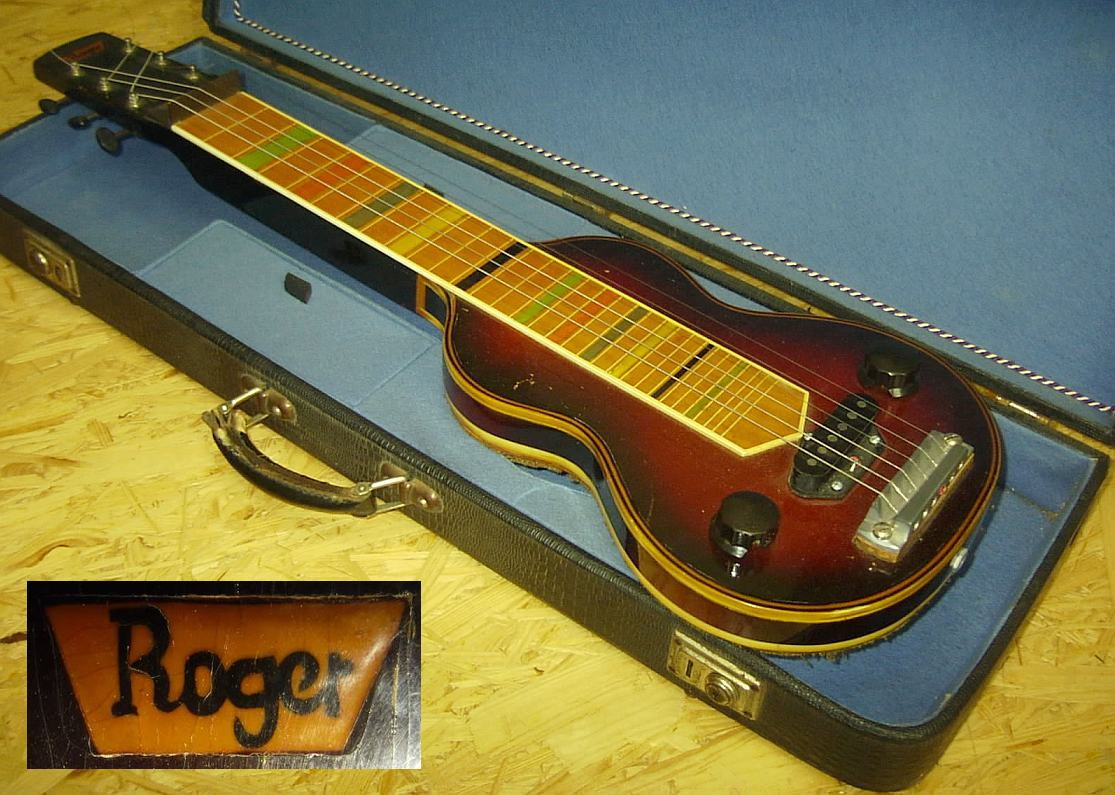
Havajská kytara

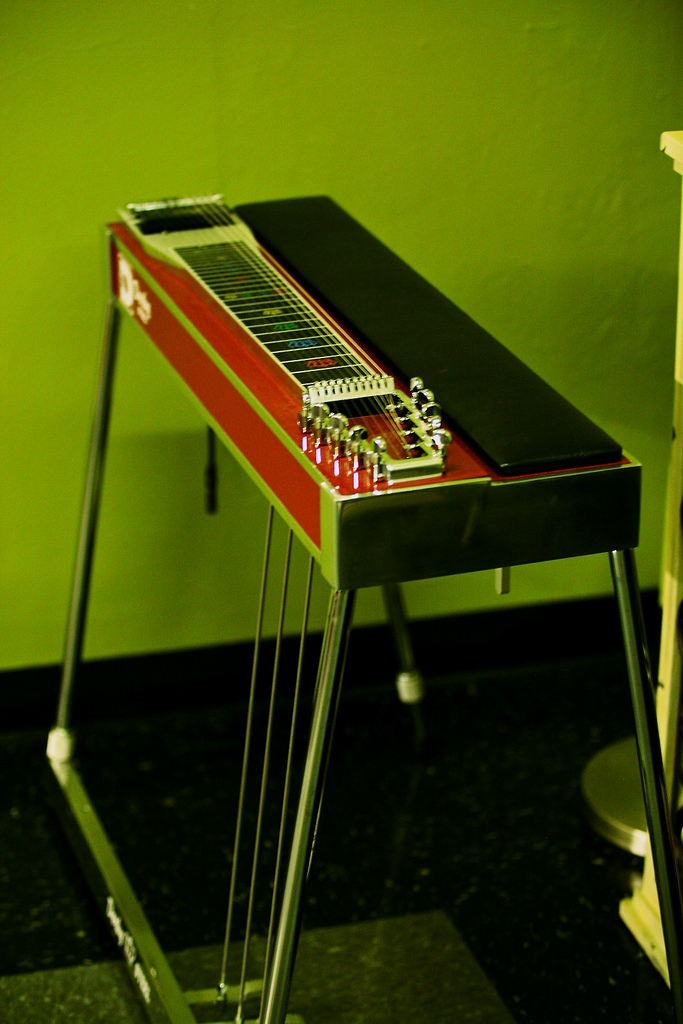
Pedálová steel kytara

Steel kytara je typ kytary a technika hraní na kytaru vyvinutá na Havajských ostrovech na přelomu 19. a 20. století. Steel kytara se při hraní obvykle nachází v horizontální poloze, hráč jednou rukou brnká o struny a druhou rukou mění výšku tónu pomocí válečku – slidu, obvykle vyrobeného z kovu (odtud anglický název „steel“), často též ze skla, případně i jiných materiálů. Nejstarší použití elektrifikované steel kytary je datováno do začátku 30. let 20. století, kdy ji používal Bob Dunn z westernové swingové skupiny Milton Brown and His Brownies z texaského Fort Worthu. V dalších desetiletích byla zdokonalována a na přelomu 40. a 50. let se dostala do Nashvillu, kde ji hojně začali využívat country hudebníci (např. Hank Williams).
Steel kytary se dělí na několik typů:
- havajská kytara (též lap steel kytara)
- konzolová steel kytara
- pedálová steel kytara